# 2023年5月5日月食
2023年5月5日月食为一次协调世界时2023年5月5日出現的半影月食。半影月食是指月亮經過地球的半影而非本影區，期間月亮光度會略為轉暗，若天氣許可，面向南方至西南方的視野廣闊無障礙物地方可觀賞到月食。該次月食半影食分為0.989、全影食分為-0.041。

## 概述
這次月食的食分是14.81。

## 基本參數
- 類型：半影月食
- 食甚資料：
  - 日期：2023年5月5日
  - 時間：17:23
  - 月球位置：赤經14.81度、赤緯-17.2度
  - 食分：半影食分：0.989、全影食分：-0.041

## 外部連結
- NASA月食專頁（页面存档备份，存于）（英文）